# ポール・サイラス
ポール・サイラス (Paul Theron Silas, 1943年7月12日 - 2022年12月11日) はアメリカ合衆国アーカンソー州プレスコット出身の元バスケットボール選手、指導者。NBAで16シーズンプレイし、ボストン・セルティックスとシアトル・スーパーソニックスにおいて計3度の優勝に貢献した。オールディフェンシブチームの常連であり、ゴール下のディフェンスの名手として知られた。現役引退後は各球団のヘッドコーチを歴任した。息子はヒューストン・ロケッツのヘッドコーチを務めているスティーブン・サイラス。

## 生い立ち
アーカンソー州プレスコットで生まれたサイラスは、カリフォルニア州オークランドで育ち、ビル・ラッセルの出身校でもあるマククライモンズ高校に進学し、大学はクレイトン大学に進学した。
サイラスはクレイトン大での3シーズンのうち、最初の2シーズンで平均20得点20リバウンド以上を達成。3シーズン通算成績は20.5得点21.6リバウンドを記録し、NCAA史上6人しか居ないキャリア平均20得点20リバウンド以上を達成した選手の一人となった。3シーズン通算1751リバウンドはNCAA新記録である。1962年2月19日の試合ではNCAA歴代8位となる38リバウンドをあげ、平均20.6リバウンドを記録した1962-63シーズンにはNCAAのリバウンド王に輝いた。

## NBAキャリア

### セントルイス・ホークス
1964年のNBAドラフトで全体10位指名を受けてセントルイス・ホークスに入団。ルーキーイヤーから平均7.3リバウンドを記録し、早くからリバウンダーとしての片鱗を見せていたが、当時のホークスは選手層が厚く、最初の2シーズンは平均出場時間15分前後と殆ど出場機会を得られず、一時ホークスを離れてマイナーリーグでプレイしていた時期もあった。
3シーズン目の1966-67シーズンにはゼルモ・ビーティの故障などでチャンスを掴み、ようやく出場時間が伸び始め、翌1967-68シーズンには13.4得点11.7リバウンドと平均ダブルダブルを達成した。
ホークスでは5シーズンプレイし、1969-70シーズン前に、前年にエクスパンションで誕生したばかりのフェニックス・サンズに移籍した。

### フェニックス・サンズ
ホークスではゼルモ・ビーティやビル・ブリッジーズらのサポート役だったサイラスも、戦力が十分整っていないサンズでは中心選手として活躍する機会を得られた。サイラスはサンズでの3シーズンのプレイ全てでチームのリバウンドリーダーとなり、コニー・ホーキンズと共にゴール下の守護神としてチームを支えた。
1968-69シーズンは僅か16勝に終わったサンズは、サイラスが加入した1969-70シーズンは39勝と躍進を遂げ、プレーオフ初進出を果たした。翌1970-71シーズンには48勝、さらに1971-72シーズンには49勝と順調に勝ち星を伸ばしていったが、サンズが所属する当時のミッドウェスト・デビジョンは強豪犇く激戦区であったため、惜しくもプレーオフ出場はならなかった。サイラス個人は1970-71シーズンには初のオールディフェンシブ2ndチームに選出され、サンズでの最後のシーズンとなる1971-72シーズンにはキャリアハイとなる17.5得点11.9リバウンド4.3アシストを記録し、オールスターにも初出場した。

### ボストン・セルティックス
1960年代に八連覇を達成したセルティックスは一時の低迷を脱し、王座返り咲きを狙っていたが、56勝を記録した1971-72シーズンのプレーオフではニューヨーク・ニックスの前に完敗していた。そんな中、1972-73シーズンにセルティックスにやってきたサイラスは、ゴール下におけるデイブ・コーウェンスの負担を軽減できる、セルティックスにとって"最後のピース"となりうる存在だった。
30代も間近に迫りベテランの域に達し始めたサイラスはセルティックスでも毎晩のようにダブルダブルを達成する安定した成績を残した。サイラスの加入でセルティックスのディフェンスは大幅に改善され、前季の平均失点が110.8点だったのに対し、サイラスが加入した1972-73シーズンは104.5点まで下がり、史上屈指となる68勝をあげるが、しかしプレーオフではニックスの前にまたもや惜敗した。しかし翌1973-74シーズンには地区決勝で宿敵ニックスを破ってNBAファイナルに進出。カリーム・アブドゥル＝ジャバー、オスカー・ロバートソン擁するミルウォーキー・バックスを破って優勝を果たし、サイラスはキャリア10年目にして初めてチャンピオンリングを手に入れた。セルティックスは1975-76シーズンにも優勝を果たし、サイラスはセルティックスで2つのチャンピオンリングを獲得するに至った。
またサイラスは1974-75シーズンから2年連続でオールディフェンシブ1stチームに選出されている。なお、1975-76シーズンにはセルティックスからはサイラス、ジョン・ハブリチェック、デイブ・コーウェンスの3選手を1stチームに送り出している。

### デンバー・ナゲッツ
サイラスは1976-77シーズンにデンバー・ナゲッツにトレードに出された。キャリア13年目を迎え、出場時間を後進に譲るようになっていたサイラスは、ナゲッツでは7シーズン連続で達成してきた平均ダブルダブルが途絶えた。ナゲッツでは1シーズンのみプレイし、1977-78シーズンにシアトル・スーパーソニックスに移籍した。

### シアトル・スーパーソニックス
ソニックスのヘッドコーチはサイラスにとってはホークス時代のチームメイトであるレニー・ウィルケンズだった。ウィルケンズにとって主力選手の大半が20代と若いチームであるソニックスにおいて、経験豊富なサイラスは是非とも獲得しておきたい人物だった。サイラスが入団した当時のソニックスは有名な童話に例えられ、地元メディアやファンからは"Goldilocks and the Three Bears"と呼ばれており、14年目のベテランであるサイラスはやはりベテランのジョン・ジョンソンと共に"Papa Bear"と呼ばれ、ファンやチームメイトから慕われた。
ウィルケンズの目論見通りサイラスの加入はチームに好影響を与え、1977-78シーズンにはプレーオフを勝ち抜いてファイナルに進出。惜しくもワシントン・ブレッツの前に敗れるが、翌1978-79シーズンにはブレッツを4勝1敗で破り、優勝を果たした。これでサイラスが手に入れたチャンピオンリングは3つ目となった。
サイラスはソニックスでもう1シーズンだけプレイし、1979-80シーズンにソニックスを退団。サンディエゴ・クリッパーズから選手兼コーチのオファーを受けるが、コーチ業に専念するため、このシーズンを最後に現役から引退した。NBA通算成績は16シーズン1,254試合の出場で、11,782得点12,357リバウンド、平均9.4得点9.9リバウンドだった。

### 主な業績
- NBAファイナル制覇：1974年, 1976年, 1979年
- NBAオールスターゲーム出場：1972年, 1975年
- オールディフェンシブ1stチーム：1975年, 1976年
- オールディフェンシブ2ndチーム：1971年, 1972年, 1973年
- シーズン通算オフェンスリバウンド数リーグ1位：1976年

引退した時点で通算12,357リバウンドはリーグ歴代9位、通算1,254試合出場は7位の記録だった。また1974年からの6年間、NBA選手会の会長を務め、彼の在任時にフリーエージェント制度が確立された。

## コーチキャリア

### サンディエゴ・クリッパーズ
クリッパーズでは3シーズン指揮したが、ビル・ウォルトンの故障などで2シーズン目の1981-82シーズンには17勝65敗まで成績が落ち込み、目だった成果を挙げられぬまま1982-83シーズン終了後に解雇された。
その後一旦NBAから離れたサイラスは、1988年にニュージャージー・ネッツのアシスタントコーチとしてNBAに復帰。1990年代前半はニューヨーク・ニックスのアシスタントコーチを務め、パット・ライリーやドン・ネルソンの下でコーチ術を学ぶ機会を得た。1995年には古巣フェニックス・サンズで、1997年にはシャーロット・ホーネッツでそれぞれアシスタントコーチを務めた。

### シャーロット/ニューオーリンズ・ホーネッツ
1998-99シーズン途中、チームの不振の責任をとってセルティックス時代のチームメイトだったデイブ・コーウェンスがヘッドコーチから辞任し、アシスタントコーチのサイラスがヘッドコーチに抜擢された。サイラスは開幕から4勝11敗と大きく負け越していたホーネッツを見事に建て直し、残りの35試合（このシーズンはロックアウトによりレギュラーシーズンが50試合に短縮された）を22勝13敗と大幅に勝ち越した。以後、サイラスは5シーズンに渡る指揮でいずれも勝率5割以上を達成するが、中堅チームの座から抜け出すまでには至らず、2002-03シーズンを最後にヘッドコーチから解雇された。

### クリーブランド・キャバリアーズ
ホーネッツ退団後のすぐ翌2003-04シーズンにはクリーブランド・キャバリアーズのヘッドコーチに就任。この年キャバリアーズはレブロン・ジェームズという新人スター候補を獲得しており、将来への躍進が期待された。キャバリアーズは期待通り低迷期から抜け出し、順調に成績を伸ばしていったが、プレーオフにはなかなか手が届かず、また選手とサイラスとの間で軋轢も生じ、キャバリアーズでのキャリアは僅か2シーズンで幕を閉じた。

### シャーロット・ボブキャッツ
2010年12月22日、ラリー・ブラウンに代わりシャーロット・ボブキャッツの暫定ヘッドコーチに就任し、2011-2012シーズンは正式にヘッドコーチを務め 、2012年4月に2012-2013シーズンは指揮を執らないことを表明した。